# 利古里亚集团军 (德国国防军)
利古里亚集团军（德語：Armee Ligurien）是为国家共和军（義大利語：Esercito Nazionale Repubblicano，ENR）组建的军队。ENR是意大利独裁者贝尼托·墨索里尼的意大利社会共和国（義大利語：Repubblica Sociale Italiana，RSI）的军队。这支RSI军队的组建始于1943年，并于1945年解散。利古里亚集团军群包括数个德国单位，其意大利单位有时被转移到德国编队。

## 指挥官

### 司令
| 任期                       | 军衔 | 姓名                  |
| -------------------------- | ---- | --------------------- |
| 1944年7月31日-1945年5月2日 | 元帥 | 魯道夫·格拉齊亞尼（） |

### 参谋长
| 任期                        | 军衔 | 姓名                |
| --------------------------- | ---- | ------------------- |
| 1944年7月31日-1945年4月20日 | 大將 | 沃爾特·內格爾（）   |
| 1945年4月20日-1945年4月29日 | 大將 | 馬克斯·佩姆塞爾（） |

## 戰鬥序列

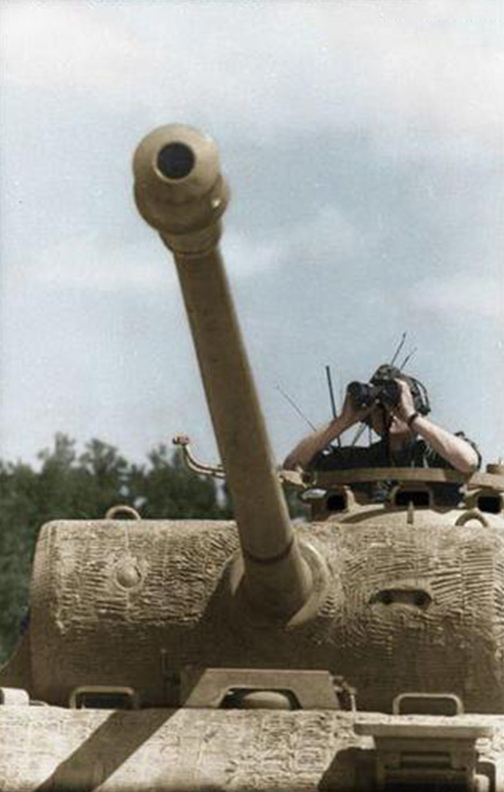
1944年，拉文纳的豹式坦克的意大利乘员

1945年4月30日
- 第75軍
  - 德国第5山地師
  - 意大利第2“利托里奧”步兵師
  - 德国第34步兵師
- 倫巴第軍團
  - 意大利“聖馬可”海軍陸戰隊第3步兵師
  - 德國第134步兵旅
  - 意大利第4山地师

意大利第1狙击师隸屬於德國第14軍團。

## 投降
1945年5月1日，格拉齊亞尼元帅命令他指揮下的意大利部隊放下武器，利古里亞集團軍群不復存在。海因里希·馮·維廷霍夫將軍簽署了意大利所有軸心國軍隊的無條件投降書，他的投降於5月2日生效。自此意大利全境被解放。